# Intronaut
Az Intronaut amerikai progresszív metal együttes. 2004-ben alakult Los Angelesben. A zenekar a progresszív metal, progresszív rock és dzsessz elemeit ötvözi.

## Tagok
- Sacha Dunable - ének, gitár (2004-)
- Joe Lester - basszusgitár (2004-)
- Dave Timnick - gitár, tabla, ének, ütős hangszerek (2007-)

## Korábbi tagok
- Leon del Muerte – ének, gitár (2004–2007)
- Danny Walker – dob (2007–2018)

## Koncerttagok
- Alex Rudinger – dob (2019)

## Diszkográfia
Stúdióalbumok
- Void (2006)
- Prehistoricisms (2008)
- Valley of Smoke (2010)
- Habitual Levitations (Instilling Words with Tones) (2013)
- The Direction of Last Things (2015)
- Fluid Existential Inversions (2020)

EP-k
- Null - Demonstration Extended Play Compact Disc (2005)
- Null (2006)
- The Challenger (2007)